# Molniya (lớp tàu corvette)
Tàu tên lửa lớp Molniya tên tiếng Nga là Проекта 1241 (Dự án 1241) NATO gọi là tàu hộ tống lớp Tarantul, là thế hệ đầu tiên được bắt đầu phát triển từ năm 1977 và hoàn thành năm 1979. Việc sản xuất hàng loạt được tiến hành tại nhà máy Yaroslav và nhà máy Vladivostok cho tới năm 1988. Lớp tàu này còn có tên gọi Pauk I, ban đầu mang tên tàu tuần tiễu tiến công cao tốc, sử dụng cho mục đích tác chiến chống ngầm. Một phiên bản nâng cấp của lớp tàu này được đóng tại nhà máy Karbarovsk năm 1995.

## Thông số cơ bản
Với lượng choán nước toàn tải 550 tấn và độ sâu mớn nước 2,56m tàu có tính năng đi biển rất cao, đảm bảo hiệu quả sử dụng vũ khí trên tàu và đạo hàng an toàn ở tốc độ nhỏ khi sóng biển ở cấp 5-8. Hệ thống động lực chính là khối động cơ tuabin khí gas M-15E.1 gồm 02 động cơ tuabin có thể giúp tàu chạy tuần tiễu hoặc chạy ở tốc độ tối đa. Trong điều kiện tiêu chuẩn, công suất tối đa của động cơ đạt 32000 HP, vận tốc tối đa 38 Nm/h. Trong điều kiện khí hậu nhiệt đới, công suất tối đa đạt 23700 HP tương ứng với tốc độ tối đa 35 Nm/h.
Kíp tàu gồm 44 thủy thủ trong đó có 8 sĩ quan. Thời gian hoạt động trên biển là 10 ngày, cự ly hoạt động khi chạy ở tốc độ 12 Nm/h là 1650 dặm, nhiên liệu dự trữ tối đa cho phép tàu hoạt động với cự ly 2400 Nm.

## Trang bị
Tàu tên lửa Molniya (Project 12421) do phòng thiết kế Hải quân Trung ương Almaz thiết kế, được sản xuất tại nhà máy Vympel. Được trang bị hệ thống tên lửa chống tàu Moskit-E (SS-N-22 Sunburn)gồm 2 ống phóng và hệ thống điều khiển hỏa lực 3C-25E. Tên lửa siêu âm (vận tốc 780 m/s khối lượng phóng 4 tấn) mang đầu chiến đấu 300 kg và có thể giao chiến với mục tiêu ở cự ly 120 km. Tên lửa bay ở độ cao 15m trong giai đoạn giữa và 3-6m trong giai đoạn cuối tiếp cận mục tiêu. Hệ thống radar bám bắt mục tiêu hiện đại đảm bảo độ chính xác trong phát hiện và tiêu diệt mục tiêu.
Pháo tự động 76,2mm (AK-176M) được sử dụng để tiêu diệt các mục tiêu trên không và trên mặt nước (kể cả thủy lôi thả nổi trên mặt biển) và mục tiêu trên đất liền. Pháo có tầm bắn 15 km, độ cao 11 km, đạn dự trữ 152 viên với tốc độ bắn 120-130 phát/phút.
Hai pháo 6 nòng tự động 30mm (AK-630M) có tầm bắn 4–5 km, đạn dự trữ 2000 viên và nhịp bắn 4000-5000 phát/phút.
Để bảo vệ tàu trước các đòn đánh trên không và ngư lôi, tàu được trang bị 02 ống phóng mồi bẫy kiểu PK-10, 01 giá phóng tên lửa mang vác Igla (12 quả).
Tàu Molniya (Project 12418) khác với phiên bản cơ sở về trang bị tên lửa: tàu được lắp đặt hệ thống tên lửa Uran-E bao gồm 04 dàn phóng, mỗi dàn phóng mang 04 tên lửa đối hải, vận tốc cận âm 3M-23E (SS-N-25 Switchblade). Tên lửa có khối lượng 600 kg mang đầu đạn 145 kg, được phóng từ container phóng/vận chuyển và có thể giao chiến với mục tiêu ở cự ly 130 km.
Với tính năng kỹ chiến thuật và vũ khí trên tàu tên lửa Molniya cho phép sử dụng trong tác chiến hải quân chống nhiều loại mục tiêu trên mặt nước bao gồm tàu hộ tống hạm và tàu lớp Frigate. 

## Sử dụng
Năm 1989-1990, 2 tàu Molniya được xuất khẩu cho Bungari có ký hiệu 1241.1M. Năm 1996, Ukraina mua 2 chiếc cũng thuộc lớp tàu này là Project 1241P và Project 1241PC. Tàu tên lửa thế hệ hai là Pauk II được đóng tại nhà máy Yaroslav và 02 chiếc được trang bị cho Hải quân Nga năm 1997 và 1998.